# Johan IV av Bretagne

Johan IV vapensköld

Johan IV av Montfort (bretonska Yann Moñforzh, franska Jean de Montfort), född 1295, död 16 september 1345, var hertig av Bretagne (bestritt av Karl av Blois) från 1341 fram till sin död. Han var son till hertig Artur II av Bretagne och Yolande av Dreux, grevinna av Montfort.

## Biografi
År 1322 efterträdde han sin mor som greve av Montfort och 1329 gifte han sig med Johanna av Flandern; de fick två barn.
När Johans halvbror, Johan III av Bretagne, dog utan manlig avkomma 1341, beslutade han sig för att göra anspråk på dennes titel. Detta ledde till bretonska tronföljdskriget då Johanna av Penthièvre och dennes make Karl av Blois gjorde samma anspråk. Johan IV av Montfort hade stöd av den engelska kronan medan hans motpart stöddes av Frankrike. Johan dog utan att uppnå sitt mål med att vara ensam härskare över Bretagne, men hans fru fortsatte fejden i sin sons namn (Johan V) och lyckades slutligen vinna kampen om titeln.